# Henri II de Guise
Pour les autres membres des familles, voir Maison de Lorraine et Maison de Guise.
Pour les articles homonymes, voir Henri de Lorraine.
Henri II de Lorraine-Guise, né le 4 avril 1614 à Paris et mort le 2 juin 1664 dans la même ville, est un grand seigneur français, archevêque de Reims de 1629 à 1640, puis cinquième duc de Guise de 1640 à 1664, prince de Joinville de 1640 à 1641 et comte d'Eu de 1640 à 1657. Il est le second fils de Charles Ier, quatrième duc de Guise, et d'Henriette Catherine de Joyeuse.

## Biographie

### Famille
Né cadet, Henri II de Guise était destiné à une carrière religieuse et devient archevêque de Reims à l'âge de quinze ans. La mort, à un an d'intervalle, de son père et de son frère aîné l'amène à se faire relever de ses vœux pour devenir le cinquième duc de Guise.
Selon Tallemant des Réaux, la liaison d'Henri de Lorraine avec sa cousine Anne de Gonzague prend naissance à l'abbaye d'Avenay. Selon Levesque de La Ravalière, en 1636, « L'archevêque qui estoit à Paris eut ordre du Roi de se retirer à Reims, parce qu'il menoit à Paris une vie peu exemplaire : l'assemblée générale du clergé qui s'y tenoit en etoit fort scandalizée... Le 29 juillet Monsr de Reims estant en son chasteau de Courville, reçut lettres du Roy, portant ordre de sortir de Reims, et de se retirer en son abbaïe de Fescamp... L'on dit aussi qu'il alloit trop fréquemment, et mesme déguisé à l'abbaïe d'Avenai, et qu'il faisoit l'amour à la princesse Anne, fille du duc de Mantoue, et sœur de l'abbesse. »
La même année, il signe à Anne de Gonzague une promesse de mariage, réalisable dès que sa famille, consentant à leur union, lui aurait assuré un revenu qui lui permît de résigner au profit d'un de ses frères les bénéfices ecclésiastiques dont il jouissait. Toujours selon Tallemant, et repris par Alexandre Dumas dans Louis XIV et son siècle, Henri tomba aussi amoureux de la sœur d'Anne, Bénédicte, abbesse de l'abbaye d'Avenay, à cause de la beauté de ses mains. Il lui déclare sa flamme lors d'une visite épiscopale à l'abbaye.
Il épouse secrètement en premières noces en 1639 sa cousine Anne-Marie de Gonzague (1616-1684), fille de Charles Ier de Gonzague, duc de Mantoue, et de Catherine de Lorraine. Ils se séparent en 1641 et Henri se remarie à Bruxelles (paroisse des Saints-Michel-et-Gudule) le 16 novembre 1641 avec Honorine de Glymes de Berghe (morte en 1679). tous deux se séparent en 1643 et Henri n'a aucun enfant de ses deux mariages.
Mort sans postérité, il a pour successeur comme sixième duc de Guise, comme prince de Joinville et comme propriétaire de l'hôtel de Guise, son neveu, Louis Joseph de Lorraine-Guise. Le domaine de Meudon a été vendu en 1654, celui d'Eu en 1657. Celui de Marchais et Liesse est attribué à sa sœur, Marie de Guise.

### Carrière ecclésiastique
Au moment de la mort de l’archevêque de Reims, Gabriel de Sainte-Marie en 1629, Henri de Lorraine, alors dans sa quinzième année, était étudiant en philosophie au collège des Jésuites de Reims et demeurait dans l'abbaye Saint-Remi dont il était abbé. Il fut également abbé commendataire de Corbie.
Son père lui procura le titre d'archevêque de Reims mais n'ayant encore reçu aucun ordre, à cause de son bas âge, le pape Urbain VIII nomme comme administrateur de l'archevêché, Henri Clausse, évêque comte de Châlons, qui en eut désormais la charge. Plus tard Henri obtient un bref de Rome portant dispense avec pouvoir d'ordonner du spirituel et temporel et le fait aussitôt signifier à l'évêque suffragant qui administrait en son nom. Il met en place Henri Boivin, neveu de François de Péricard, évêque de Tarse, nommé à l'évêché d'Avranches, qu'il fait venir pour être son vicaire général.

### Rôle politique
Il conspire avec Louis de Bourbon, comte de Soissons, contre Richelieu et le combat lors de la bataille de la Marfée. Il est pour cela condamné à mort, mais s'enfuit dans les Flandres. Ses biens sont alors confisqués. Pardonné, il revint en France en 1643 et récupère le domaine de Guise, tandis que sa mère reçoit Joinville.
Renouant avec les prétentions familiales sur le royaume de Naples en tant que descendant des ducs d'Anjou et du roi René, duc de Lorraine au quinzième siècle, il participe à la révolte de Masaniello en 1647. Il gouverne alors la « République royale de Naples », placée sous protectorat français, mais le manque de soutien de Mazarin (peut-être dû à sa participation à la cabale des Importants) lui aliène les Napolitains. Les Espagnols, se considérant comme suzerains légitimes, contre-attaquent, détruisent la république et font prisonnier Henri, qui reste détenu en Espagne de 1648 à 1652. Il tente une seconde campagne contre Naples en 1654, mais échoue, en partie à cause d'une flotte anglaise dirigée par Robert Blake et présente sur les lieux.
Il s'installe ensuite à Paris et devient grand chambellan de Louis XIV.
L'écrivain Camille Bartoli considère Henri II de Guise comme l'homme au masque de fer le plus plausible, mais il existe de nombreuses théories sur la question.